# Fuel Cell Demonstrator Airplane
Fuel Cell Demonstrator Airplane (in italiano: Aeroplano dimostratore a celle a combustibile) o FCDA è il primo aeroplano a idrogeno in volo, prodotto e sviluppato dalla Boeing Research & Technology Europe insieme ad altre imprese americane ed europee.
È basato su un motoaliante biposto Dimona con un'apertura alare di 16,3 metri della Diamond Aircraft Industries.
Il motore elettrico è alimentato da un sistema ibrido di celle a combustibile del tipo a membrana a scambio protonico (PEM - Proton Exchange Membrane) e di batterie agli ioni di litio.

## Test
I Test in volo sono stati fatti nel 2008 all'aerodromo di Ocaña, a sud di Madrid.
Ha volato per oltre 20 minuti a una velocità di 100 km/h.

## Partner del progetto
- SENASA (Spagna)
- Diamond Aircraft Industries (Austria)
- SAFT (Francia)
- Gore (Germania)
- MT Propeller (Germania)
- Intelligent Energy (Regno Unito)
- Adventia
- Aerlyper
- Air Liquide España (Spagna)
- Indra
- Ingeniería de Instrumentación y Control (IIC)
- Inventia
- Swagelok
- Técnicas Aeronauticas de Madrid (TAM),
- Tecnobit
- Università politecnica di Madrid
- Comunità autonoma di Madrid (Spagna),
- UQM Technologies (Stati Uniti).
- IMAST (Italia)